# Lengua glaciar

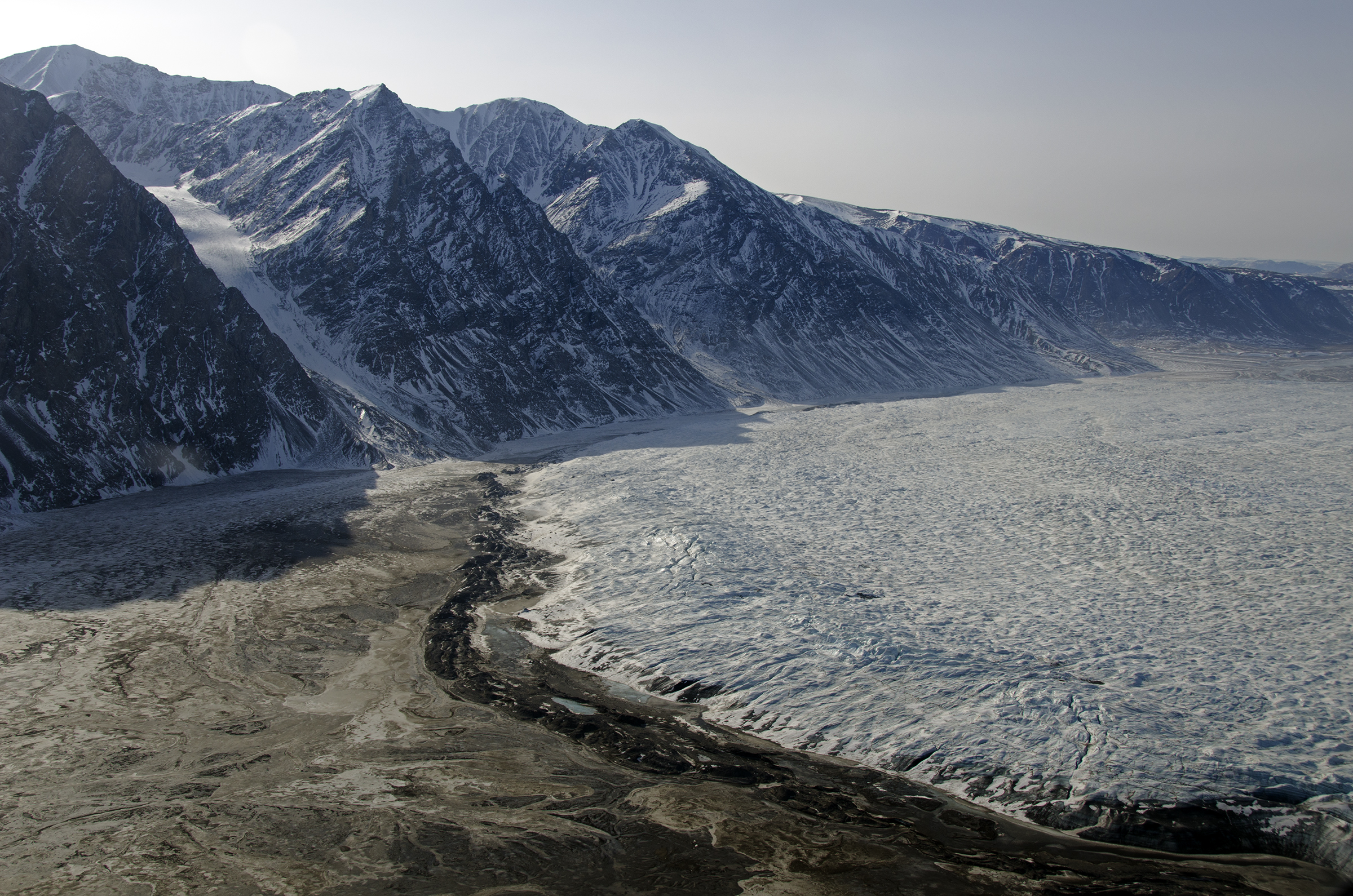
Lengua glaciar del Wordie Glacier, Groenlandia

Se denomina lengua glaciar a la parte de un glaciar desde que se adentra en un valle, es decir, desde el circo hasta que se funde. Las lenguas arrastran muchas rocas, que forman a su vez depósitos llamados morrenas. Dependiendo de su posición, hay varios tipos de morrenas. Las morrenas laterales se forman a los lados de la lengua y se unen formando una central (mediana). Al final se produce una morrena frontal terminal.
En ella encontramos principalmente:
- Valles en U
- Cubetas glaciares
- Estrías glaciares
- Drumlins